# アーサー・フラッケンポール
アーサー・フラッケンポール（Arthur Roland Frackenpohl、1924年4月23日 - 2019年6月8日 ）は、アメリカの作曲家。ニューヨーク州立大学ポツダム校（State University of New York at Potsdam）クレーン音楽院（Crane School of Music）名誉教授。

## 経歴
ニュージャージー州に生まれる。イーストマン音楽学校より学士号・修士号、マギル大学より博士号を授与。1948年、タングルウッドにてダリウス・ミヨーより作曲を学ぶ。1949年、ニューヨーク州立大学ポツダム校クレーン音楽院に入学。1950年、フォンテーヌブローにてナディア・ブーランジェより作曲を学び、作曲部門最優秀賞を受賞。1961年以降退職するまで、クレーン音楽院にて鍵盤楽器コースの教授を務め、1982年には教育活動の功績に対し同大学の学長賞を授与される。
作曲活動のための多額の助成金・寄付を受けており、1959年から1960年にかけてのニューヨーク州ヘムステッドでの公立学校におけるコンポーザー・イン・レジデンスとしての功績を認められフォード財団より助成を受けている。器楽・合唱のための作曲・編曲は250作品を超え、数多くの録音を行っている。また、教則本"Hamonization at the Piano"を著しており、同書は米国内の複数の大学レベルのピアノ授業で用いられている。
2019年6月8日、ニューヨーク州ピッツフォード（Pittsford）にて死去。享年95歳。